# Île de Tamara
L'île de Tamara (aussi appelée île de Fotoba) est l'une des trois principales îles de l'archipel de Loos en Guinée.
Elle abrite deux monuments importants que sont : le phare de Tamara et le bagne de Fotoba. 

## Géographie
L'île de Tamara est plus occidentale des îles de l'archipel. Elle forme un arc de cercle de 9,6 km de longueur, pour une largeur moyenne de 1,6 km, pour une superficie totale de 15,36 km2.

## Histoire

### Le bagne de Fotoba
Le pénitencier de Fotoba, a été créé en 1905 en complément de la Centrale de Conakry, ouverte depuis 1880, Le bagne de Fotoba accueillit d'abord les indigènes frappés par des peines d'incarcération de plus de 2 ans, ensuite les malades ou ceux qui étaient jugés dangereux pour Conakry. Les travaux forcés faisaient partie de la peine subie par les condamnés. À partir de 1918 jusqu'en 1958 année de l'indépendance guinéenne, ce pénitencier servit de camp pénal et de relégation pour toute la fédération de l'AOF. Il a reçu les grands détenus de l’ex Afrique Occidentale Française (AOF) (condamnés à plus de 5 ans). En 1945, la prison de Conakry et les locaux disciplinaires de Fotoba étaient encore les seuls bâtiments en dur de toute la Guinée. Les bagnards de Fotoba logeaient dans des huttes et toutes les autres prisons de la colonie étaient en pisé.

### Le phare de Tamara
Le célèbre phare de Tamara, construit en 1905 par l’ingénieur du nom de Thompson sur deux rochers surplombants la mer à une hauteur de près de 200 mètres d’altitude. Ce phare a une portée de près de 1 000 marins (soit 100 kilomètres). Implanté au sommet de l’île, le bâtiment lui-même ne fait que 10 m de haut. Construit par les Français au début du XXe siècle, il est le premier phare du golfe de Guinée et le plus important. Il oriente les bateaux aux approches du port de Conakry. il offre une vue spectaculaire sur tout le secteur. On peut le visiter.

### Église Anglicane de Fotoba
Cette église de rite anglican est la toute première construite en Guinée à partir de 1870 par les prêtres anglais. Au départ en bois elle fut reconstruite en béton à la suite d'un incendie.

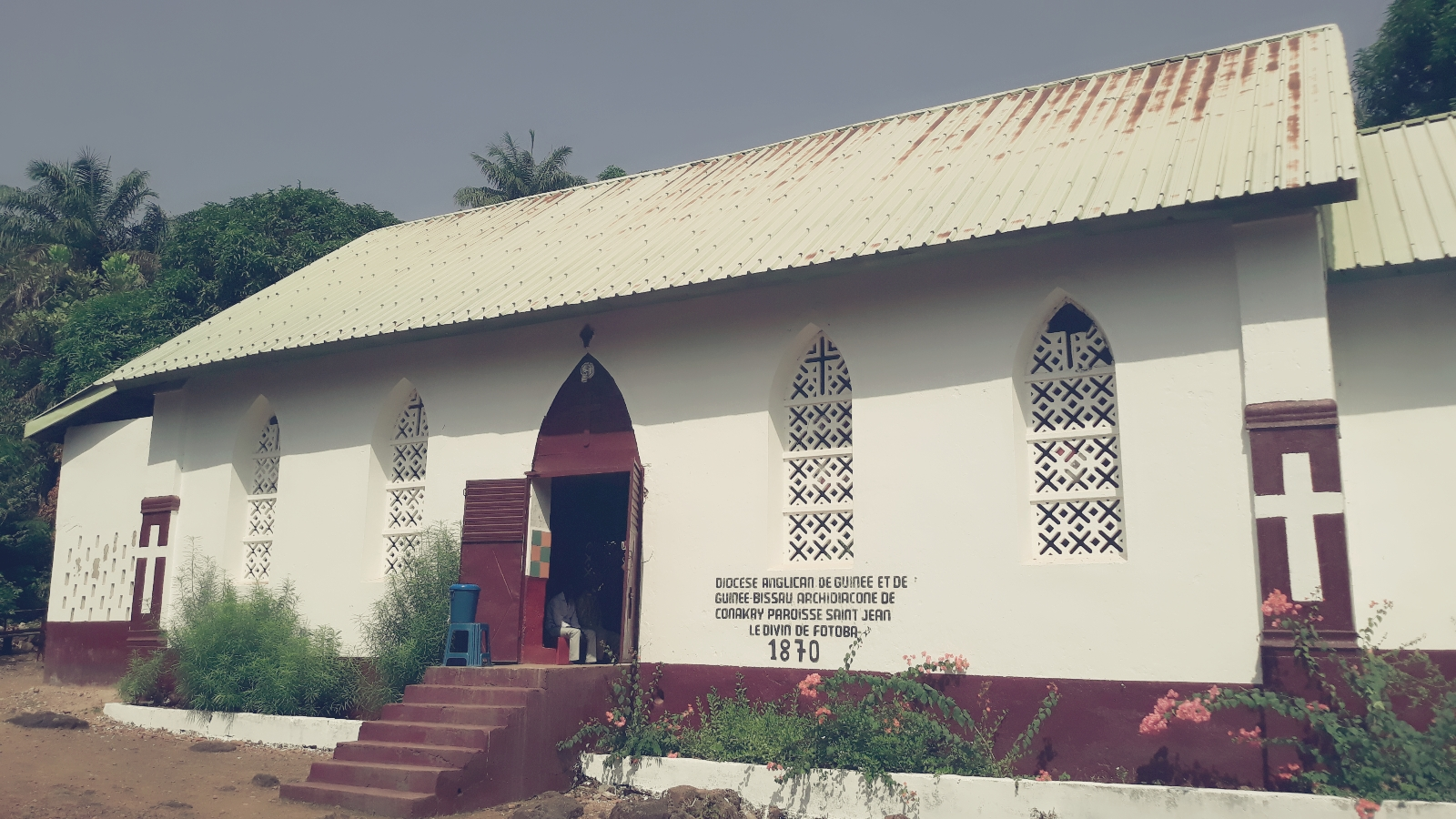
Diocèse anglican de Guinée et de Guinée Bissau Archidiacone de Conakry Paroisse Saint Jean le divin de Fotoba

## Personnalité lié
- Waliou de Gomba, érudite et résistant guinéen mort en détention sur l'île.

## Sources
- Cet article est partiellement ou en totalité issu de l'article intitulé « Îles de Loos » (voir la liste des auteurs).